# فيرتشايلد 24
فيرتشايلد 24 (بالإنجليزية: Fairchild 24)‏ هي طائرة خفيفة أنتجت في 1932 بالولايات المتحدة. من صناعة فيرتشايلد للطيران. كان أول طيران لها في 1932. ومازالت في الخدمة حتى الآن. صنع منها 2,232 طائرة.